# Ołeksandr Kłymenko (lekkoatleta)
Ołeksandr Anatolijowycz Kłymenko (ukr. Олександр Анатолійович Клименко; ur. 27 marca 1970 w Kijowie, zm. 7 marca 2000 tamże) – ukraiński lekkoatleta, startujący w pierwszych latach kariery w barwach ZSRR, który specjalizował się w pchnięciu kulą.

## Kariera
W 1992 i 1996 roku brał udział w igrzyskach olimpijskich. Swoją międzynarodową karierę rozpoczął od zdobycia złotego medalu mistrzostw świata juniorów (1988). Brązowy medalista mistrzostw świata w 1991 oraz mistrz Europy z Helsinek (1994). W 1991 oraz 1993 roku wygrywał rywalizację na uniwersjadzie. Rok 1992 przyniósł mu srebrny medal halowych mistrzostw Starego Kontynentu. Reprezentant kraju oraz medalista mistrzostw Ukrainy. Rekord życiowy: 20,84 (hala i stadion).
Po zakończeniu kariery sportowej pracował jako ochroniarz.

## Osiągnięcia
| Rok  | Impreza                     | Miejsce   | Pozycja          | Wynik |
| ---- | --------------------------- | --------- | ---------------- | ----- |
| 1988 | Mistrzostwa świata juniorów | Sudbury   | 1. miejsce       | 18,92 |
| 1989 | Mistrzostwa Europy juniorów | Varaždin  | 1. miejsce       | 19,38 |
| 1991 | Uniwersjada                 | Sheffield | 1. miejsce       | 19,35 |
| 1991 | Mistrzostwa świata          | Tokio     | 3. miejsce       | 20,34 |
| 1992 | Halowe mistrzostwa Europy   | Genua     | 2. miejsce       | 20,02 |
| 1992 | Igrzyska olimpijskie        | Barcelona | 8. miejsce       | 20,23 |
| 1993 | Halowe mistrzostwa świata   | Toronto   | 4. miejsce       | 20,58 |
| 1993 | Uniwersjada                 | Buffalo   | 1. miejsce       | 19,72 |
| 1993 | Mistrzostwa świata          | Stuttgart | el. – 7. miejsce | 19,37 |
| 1994 | Mistrzostwa Europy          | Helsinki  | 1. miejsce       | 20,78 |
| 1994 | Puchar świata               | Londyn    | 2. miejsce       | 19,16 |
| 1994 | Finał Grand Prix IAAF       | Paryż     | 8. miejsce       | 19,26 |
| 1995 | Mistrzostwa świata          | Göteborg  | 12. miejsce      | 18,26 |
| 1996 | Igrzyska olimpijskie        | Atlanta   | NM               | –     |